# 賴默斯貝格山
47°41′49″N 11°38′38″E / 47.69704°N 11.64386°E

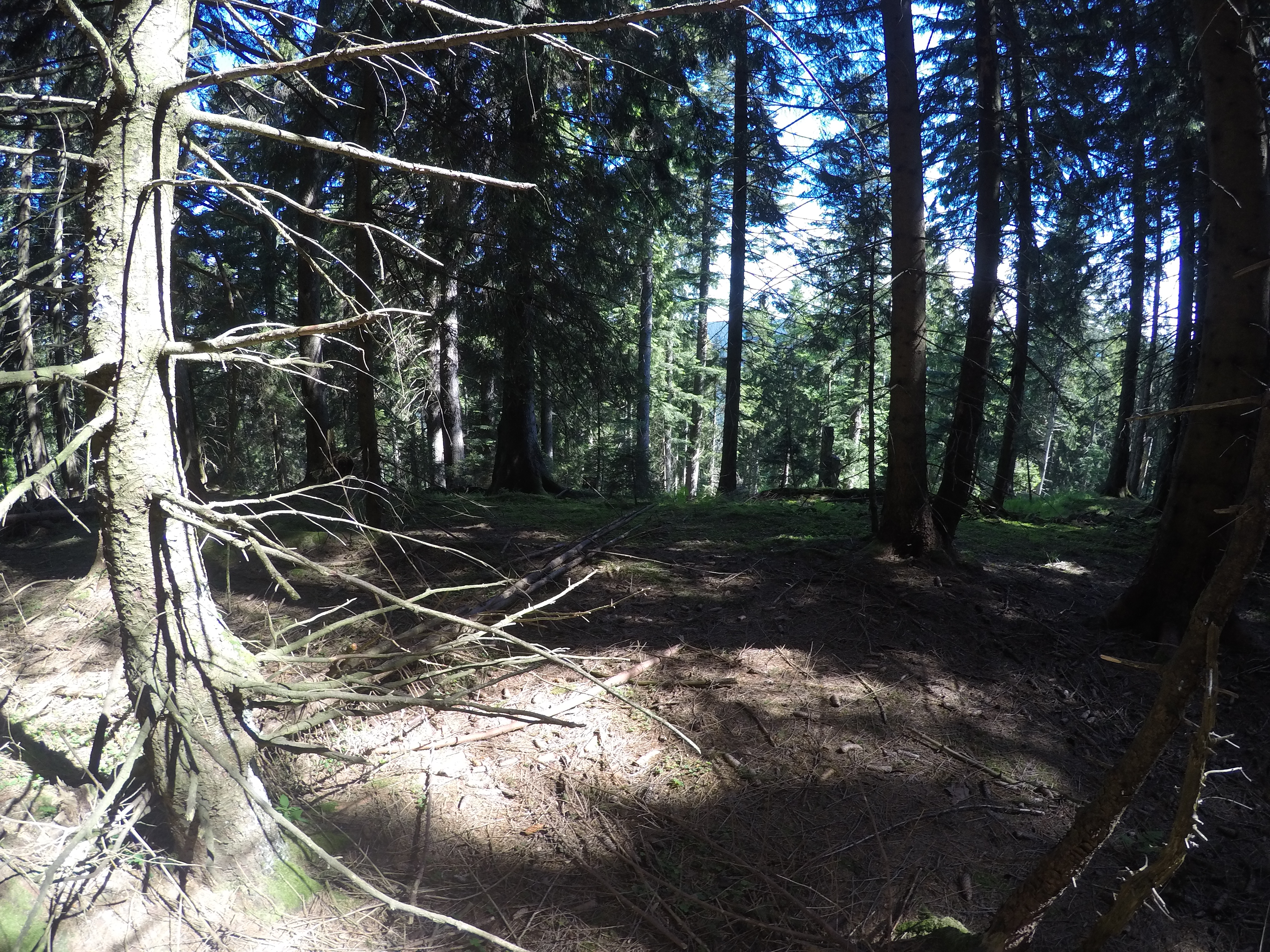

賴默斯貝格山（德語：Reimersberg），是德國的山峰，位於該國東南部，由巴伐利亞負責管轄，屬於巴伐利亞前阿爾卑斯山脈的一部分，距離福肯施泰因山0.6公里，海拔高度1,230米。